# فلور رويز
فلور رويز (بالإسبانية: Flor Ruiz) هي منافسة ألعاب القوى كولومبية، ولدت في 29 يناير 1991 في Pradera ‏ في كولومبيا.

## وصلات خارجية
- فلور رويز على موقع الاتحاد الدولي لألعاب القوى (الإنجليزية)
- فلور رويز على موقع اللجنة الأولمبية الدولية (الإنجليزية)
- فلور رويز على موقع أوليمبيديا (الإنجليزية)